# Emil Lehmann (Volkskundler)
Emil Lehmann (* 18. November 1880 in Turn bei  Teplitz, Nordböhmen, Österreich-Ungarn; † 22. August 1964 in Dresden) war ein österreichischer, sudetendeutscher Volksforscher und Volksbildner.

## Biographie
Emil Lehmann, der Sohn eines Maurermeisters in Turn (Trnovany), Bezirk Teplitz-Schönau in Nordböhmen, Österreich-Ungarn, war Student der Philologie und Philosophie an den Universitäten in Prag, Heidelberg und Berlin; Schüler von Adolf Hauffen und August Sauer mit Promotion 1908 zum Doktor der Philosophie in Prag, von 1906 bis 1928 Gymnasiallehrer in Graz, Prag, Landskron, Aussig und Turn. Während der Weltwirtschaftskrise und hoher Arbeitslosigkeit endete seine Tätigkeit im Staatsdienst. Deutsche in der Ersten Tschechoslowakischen Republik (1918–1938) hatten mit besonderen Schwierigkeiten zu kämpfen.
Emil Lehmann wurde 1928 Geschäftsführer der „Gesellschaft für deutsche Volksbildung“ in Reichenberg in Nordböhmen, die sich später „Goetheheim“ nannte und als  Agitationszentrum der völkischen Bewegung der Sudetendeutschen für eine Großdeutsche Lösung der Probleme interpretiert wurde. Mit Josef Blau war er seit 1919 Herausgeber der Heimatbildung. 1935 im sogenannten Mährisch-Ostrauer Hochverratsprozess zu einer Gefängnisstrafe verurteilt, flüchtete Lehmann nach Dresden. Er erhielt eine Anstellung an der dortigen Lehrerbildungsanstalt und wurde Honorarprofessor für Volksorganisation und Volkskunde an der Technischen Universität Dresden. Durch seine Publikationen in dem Wissensfach der Ostforschung, Volksorganisation und Volkskunde erhielt er noch Jahrzehnte später Anerkennung. Am 13. März 1939 beantragte er die Aufnahme in die NSDAP und wurde rückwirkend zum 1. Dezember 1938 aufgenommen (Mitgliedsnummer 6.429.481). Im Jahr 1940 erhielt er die Goethe-Medaille für Kunst und Wissenschaft.
Nach Kriegsende des Zweiten Weltkrieges im Mai 1945 sollen Lehmanns Schriften
in der Sowjetischen Besatzungszone und der Deutschen Demokratischen Republik (DDR) auf die Liste der auszusondernden Literatur gesetzt worden sein::
- U-Boot und Stacheldraht (Ostpreußischer Heimatverlag, Heiligenbeil 1931),
- Heimgekehrte Grenzlande im Südosten (zusammen mit Adolf Helbok; Reclam, Leipzig 1939),
- Auf heiliger Landesmark (Kraus, Reichenberg 1941), Volkskunde in der Volksschule (Dürr, Leipzig 1943) und
- Die Bedeutung der Volksforschung im deutsch-slawischen Grenzraum (Burgverlag, Krakau 1944)

In der Nachkriegszeit in Deutschland setzte sein Sohn, der Soziologe und Publizist Ernst Lehmann die volkskundlichen Forschungen seines Vaters fort. Das Buch des Vaters Wir Sudetendeutsche (Potsdam 1925) wurde 1992 in Kiel unter dem Titel Sudetendeutsche Landeskunde erneut veröffentlicht. Gekürzt sollen im Vergleich mit dem Originaltext aus dem Jahr 1925 Textstellen des Antisemitismus sein. Der Volkskundler Emil Lehmann hat diese Ausgabe mit dem 1947 in Prag nach einem Hochverratsprozess hingerichteten Politiker Hans Krebs geschrieben.
Lehmann starb 1964 im Dresdner Ortsteil Loschwitz.

## Werke
Verzeichnis in H. Herrmann, H. 1940
- Deutsches Volkstum auf Vorposten, 1918
- Sudetendeutsche Heimatgaue, 43 Hefte, 1919 ff.
- Landskroner Heimatbuch, 1918, 1920
- Landskroner und Schönhengster Heimatbücherei 1919 ff.
- Hölderlins Lyrik (Dissertation), 1922
- Neue Volkssagen aus dem Schönhengstgau 1924
- Der Sudetendeutsche. Eine Gesamtbetrachtung, Potsdam 1925
- Sudetendeutsches Grenzlandvolk, Dresden (Stimmen der Landschaft, 8)
- mit Hans Krebs: Wir Sudetendeutsche, 1925, 1937, ab 1992 unter dem Titel Sudetendeutsche Landeskunde, Kiel.
- Volkskunde in der Volksschule, 1938
- mit Fritz Ranzi und Adolf Helbok: Heimgekehrte Grenzlande im Südosten – Ostmark. Sudetengau. Reichsprotektorat Böhmen und Mähren. Ein Handbuch. Philipp Reclam jun., Leipzig 1939.